# Annapurna IV
Die Annapurna IV ist ein 7525 m hoher Gipfel in der Gebirgsgruppe Annapurna Himal im Himalaya in Nepal.
Der Gipfel befindet sich auf einem Bergkamm, der die 3,81 km weiter östlich gelegene 7937 m hohen Annapurna II mit der Annapurna III (7555 m) im Westen verbindet. Weiter westlich erhebt sich der Hauptgipfel des Massivs, die 8091 m hohe Annapurna I. Das Quellgebiet des Seti Gandaki befindet sich an der Westflanke der Annapurna IV. Auf der gegenüber gelegenen Seite der Schlucht erhebt sich der Machapuchare.

## Felssturz 1190
Um das Jahr 1190 verlor der Gipfel Annapurna IV, damals vermutlich etwa 8100 m hoch, rund 600 m Höhe durch einen Felssturz. Mit einem Volumen von 23,5 km³ sei es der bislang größte bekannte Erdrutsch im Himalaya.

## Felssturz 2012
Bei einem Felssturz am 5. Mai 2012 fielen große Mengen Gestein (geschätzt 32 Mio m³) aus ca. 7000 m Höhe in 2 Schritten über 4000 m in die Tiefe und lösten eine Flutwelle aus. Diese zerstörte das Dorf Kharapani, es starben 72 Menschen. Der Pilot eines Besichtigungs-Rundfluges filmte den Felssturz.

## Besteigungsgeschichte
Anfang der 1950er Jahre gab es mehrere Besteigungsversuche. 1950 erreichte eine Expedition unter der Führung von Bill Tilman eine Höhe von etwa 7315 m. 1952 versuchte sich eine japanische Bergsteigergruppe an der Annapurna IV und erreichte eine Höhe von zirka 5791 m.
Die Erstbesteigung gelang schließlich einer deutschen Expedition unter der Leitung von Heinz Steinmetz im Jahr 1955. Am 30. Mai 1955 erreichten die deutschen Alpinisten Heinz Steinmetz, Harald Biller und Jürgen Wellenkamp den Gipfel. Sie wählten dieselbe Aufstiegsroute wie Tilman fünf Jahre zuvor, die so genannte „Tilman-Route“. Diese führt von Norden her das Flusstal des Sobje Khola hinauf und über den Westgrat zum Gipfel. Weitere Teilnehmer der Expedition waren Manfred Bachmann und Fritz Lobbichler.